# Евгениј Николајевич Трубецкој
Кнез Евгениј Николајевич Трубецкој (рус. Евге́ний Никола́евич Трубецко́й; 5. октобар 1863 — 5. фебруар 1920) био је руски филозоф, следбеник Владимира Соловјева. Био је син кнеза Николаја Петровича Трубецког, суоснивача Московског конзерваторијума, и Софије Алексејевне Лопучине. Његова мајка је имала велики утицај на развој његове верске мисли. Био је близак свом брату, Сергеју Николајевичу Трубецком, који је такође био филозоф.
Руски палеонтолог и хришћански апологета Александар В. Храмов (Бориссиак Палеонтолошки институт Руске академије наука, докторат са Московског универзитета) приписује своје идеје о ванвременом људском паду Троубецком и Николају Берђајеву.